# Uvulifer ambloplites
Uvulifer ambloplites är en plattmaskart. Uvulifer ambloplites ingår i släktet Uvulifer och familjen Diplostomatidae. Inga underarter finns listade i Catalogue of Life.